# Paarreimstrophe
Die lateinische Paarreimstrophe (zu unterscheiden von der mittelhochdeutschen Form der Reimpaarstrophe) ist in der Verslehre eine vierzeilige, paargereimte Strophenform mit achtsilbigen Versen entsprechend dem Schema:
×××××××× a

×××××××× a

×××××××× b

×××××××× b
Verbindlich war zunächst außer der Silbenzahl gleiches Reimgeschlecht (männlich oder weiblich) in allen Reimen. Die Strophenform geht auf die lateinische geistliche Hymnendichtung des frühen Mittelalters zurück, deren Vorbild die spätantiken  Hymnen von Prudentius und Ambrosius von Mailand waren, weshalb sie auch als ambrosianische Hymnenstrophe bezeichnet wird.
Die lateinische Paarreimstrophe gilt als eine der Wurzeln der Otfridstrophe.
Der Übergang zur regelmäßigen Rhythmisierung ergab dann das bis in die Neuzeit verbreitete Schema mit jambischen Vierhebern:
◡—◡—◡—◡— a

◡—◡—◡—◡— a

◡—◡—◡—◡— b

◡—◡—◡—◡— b
Ein Beispiel aus Goethes Faust II:
Du siehst mich, Königin, zurück!

Der Reiche bettelt einen Blick,

Er sieht dich an und fühlt sogleich

Sich bettelarm und fürstenreich.